# Sandford-on-Thames
Sandford-on-Thames, également appelé simplement Sandford, est un village et un conseil paroissial situé au bord de la Tamise dans l'Oxfordshire, juste au sud d'Oxford. Le village se trouve juste à l'ouest de la route A4074 entre Oxford et Henley.

## Histoire
En 1086, le Domesday Book recensait 18 familles vivant près du gué sablonneux sur la Tamise entre Iffley et Radley. Six cents ans plus tard, la population du village avait à peine doublé, et elle était encore inférieure à 200 personnes au début du XIXe siècle. Aujourd'hui, la population compte plus de 1 000 habitants et les limites de la paroisse ont été considérablement revues.

## Église paroissiale de Saint-André
Au milieu du XIIe siècle, une petite "église de campagne" dédiée à Saint-André a été construite sur une colline dans les terres du manoir de Sandford, à l'usage des religieuses de Minchery situées à proximité. Le porche normand d'origine a été restauré et réparé en 1652 grâce à la générosité d'Elizabeth Isham, mais la majorité des travaux d'amélioration de l'église ont eu lieu dans les 25 années entre 1840 et 1865. Au centre du cimetière se trouve un bel if planté le Vendredi saint 1800 et, juste à l'est du porche, une pierre tombale à sommet plat d'où l'on distribuait le pain aux pauvres de la paroisse. Quatre monuments aux morts se trouvent sur le mur sud de l'église St Andrew : un sanctuaire de village en bois qui énumère les morts des deux guerres mondiales, et trois plaques commémoratives individuelles à E.G. Wilkins, H.S. Cannon et H.C. Cannon. Chacune d'entre elles a été enregistrée et incluse dans l'Inventaire national des monuments aux morts au Musée impérial de la guerre.

## Templiers et Chevaliers Hospitaliers

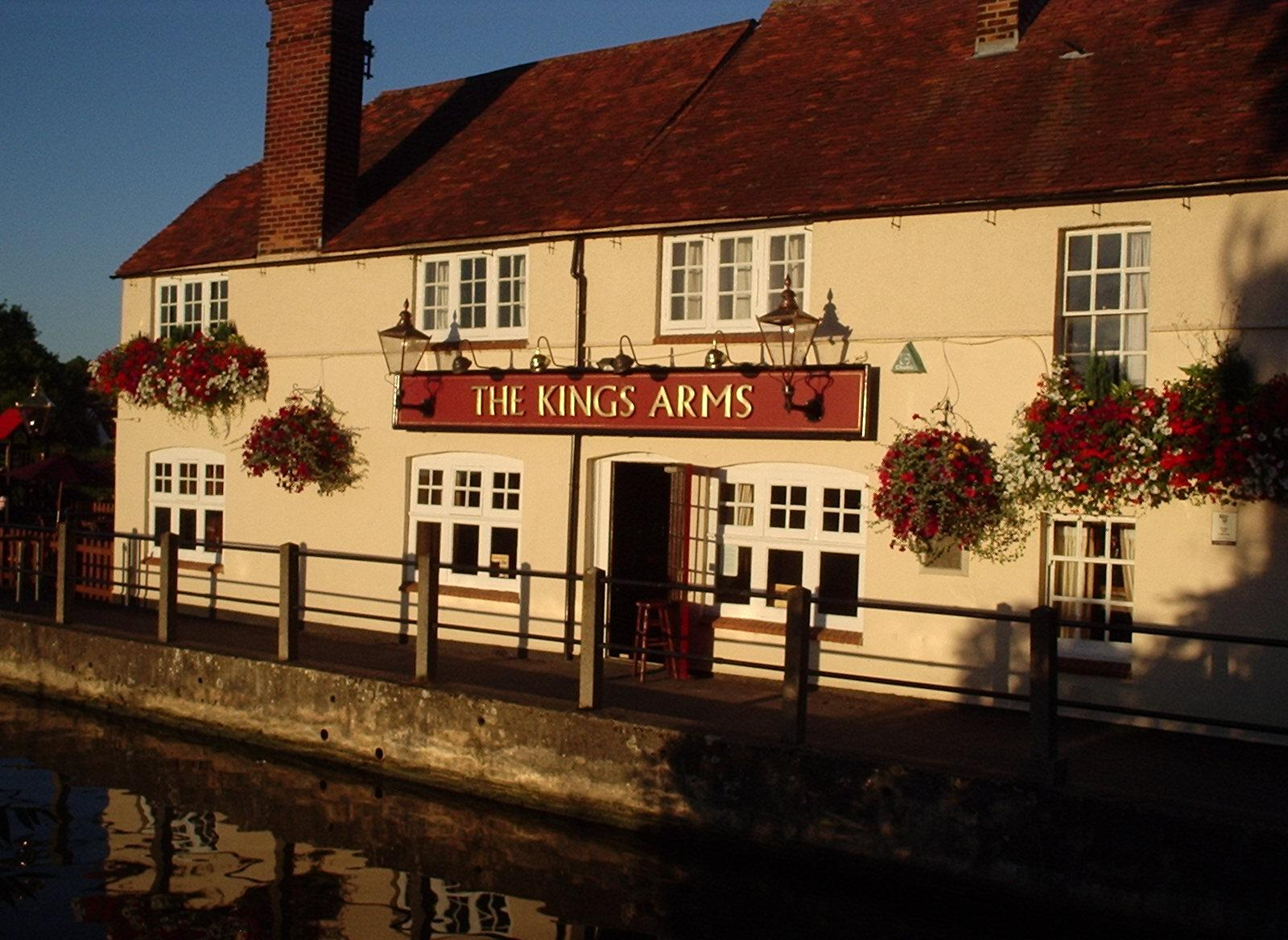
Le King's Arms

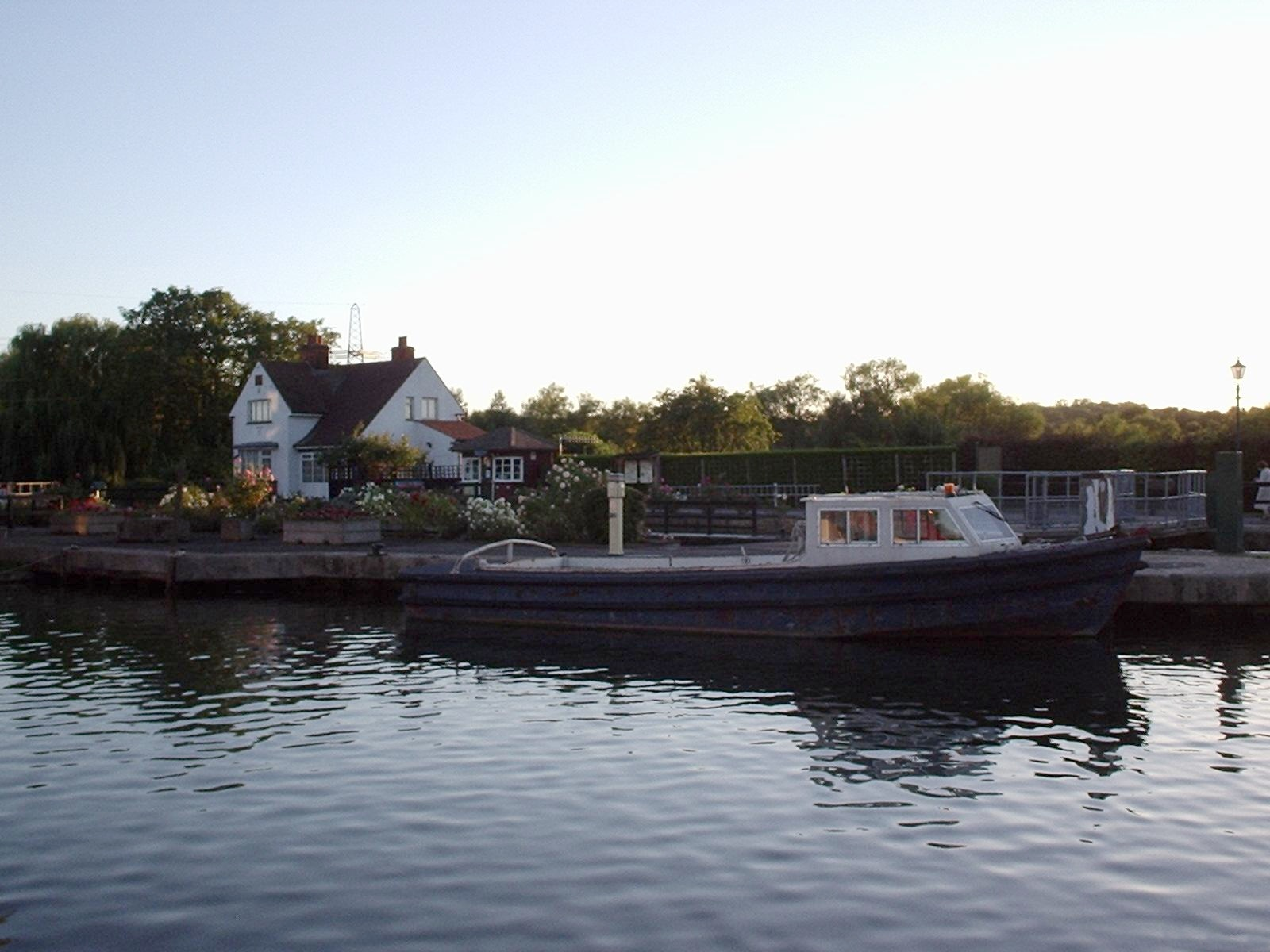
La Tamise à l'écluse de Sandford

En 1239, Sir Thomas de Sandford a donné des terres à l'Ordre du Temple dans le Temple Cowley d'Oxford. Sous le règne d'Edouard II, les Templiers ont été supprimés et, en 1324, les Chevaliers Hospitaliers ont pris le relais. En 1541, Henry VIII dissout l'ordre et les terres passent au cardinal Sir Thomas Wolsey.

## Rivière et écluse
La Tamise domine l'histoire de Sandford, les prairies fertiles favorisant l'agriculture et l'eau fournissant à la fois transport et énergie. Des poteries romaines provenant de fours découverts à la limite nord du village témoignent de l'héritage manufacturier de Sandford. Le toponyme "Sandford" suggère le passage d'une rivière, et l'on trouve des références à Sandford Ferry tout au long de l'histoire. En mai 1644, pendant la guerre civile anglaise, le comte d'Essex a fait traverser la rivière à ses troupes à Sandford pour rejoindre la bataille de Cropredy. De mémoire d'homme, il y avait encore un ferry (plus tard un pont à péage) à la maison publique King's Arms, près de la rivière, qui permettait au trafic, y compris aux chevaux et aux charrettes, de traverser la rivière jusqu'à Abingdon, autrefois chef-lieu du Berkshire. On peut encore voir un ancien bloc de montage sur la rive ouest de la rivière, juste en dessous de l'écluse, que les voyageurs utilisaient pour remonter leurs chevaux après avoir traversé la rivière à pied.
Dans son livre Three Men in a Boat, Jerome K. Jerome a décrit le bassin sous le lasher de Sandford comme "un très bon endroit pour se noyer"[citation nécessaire]. Le cours d'eau derrière la maison de l'éclusier (datée de 1914) coule du déversoir "big lasher" qui crée de forts courants et tourbillons. Malgré le danger, c'était un lieu de baignade privilégié jusqu'au milieu du 20e siècle. En 1921, la rivière a coûté la vie à trois étudiants de Christ Church, dont Michael Llewelyn Davies, le fils adoptif de J. M. Barrie, qui a inspiré Peter Pan. Un obélisque qui se dresse ici depuis au moins 1821 rappelle la mort de six étudiants de Christ Church qui se sont noyés ici lors de trois incidents distincts entre 1843 et 1921. Jusque dans les années 1950, la rivière de Sandford-on-Thames était encore considérée comme un lieu de détente. Le dimanche, les gens venaient d'Oxford pour se baigner au Lido, en aval de l'écluse, et pour pique-niquer. Le King's Arms disposait d'un grand salon de thé sur lequel on pouvait passer des dimanches après-midi paresseux.
La première écluse de Sandford était le déversoir de navigation ou pertuis situé sur l'ancien chenal de la rivière, à l'emplacement actuel du lasher. Décrite en 1624 comme "Great Lockes", elle a été remplacée vers 1632 par l'une des premières écluses de type "pound" construites en Angleterre. Les écluses d'Iffley, Sandford et Culham ont été construites par la Commission Oxford-Burcot à la suite de la loi sur le Parlement de 1623. L'ancienne écluse a été comblée depuis, mais on peut encore voir son emplacement (la position des portes supérieures est visible dans la maçonnerie au-dessus des portes supérieures actuelles). Une nouvelle écluse sur le site actuel a été ouverte en 1836 et a duré jusqu'aux améliorations les plus récentes lorsque l'écluse actuelle a été construite en 1972. Le ruisseau Littlemore rejoint la Tamise près de Sandford-on-Thames.

## Fermes
Le nom des Templiers a perduré jusqu'à récemment à Temple Farm, qui a été acquise par le Magdalen College d'Oxford en 1900. Dans les années 1950, Gilbert Henry James Morris (connu sous le nom de Dick Morris) a conclu un bail emphytéotique avec le Magdalen College et a fondé avec sa femme Freda le Temple Farm Country Club. Le terrain comprenait plusieurs bâtiments, dont la maison principale qui abritait le bar pour les membres, et deux étages de chambres où résidaient M. et Mme Morris, ainsi que des chambres d'amis. La grange possédait également un bar (le barn bar) et une grande salle de réception qui accueillait les dîners du dimanche et des événements occasionnels en soirée, notamment le bingo hebdomadaire et les danses saisonnières. Le bal de la Saint-Sylvestre était un moment fort. Il y avait également un parc à caravanes, un terrain de cricket et un port de plaisance sur la Tamise. Après la mort de Dick Morris en 1966, sa femme Freda a poursuivi son partenariat avec son fils Lloyd et ensemble, ils ont géré le club jusqu'en 1985, date à laquelle le bail a expiré. Après une longue incarnation sous le nom de Temple Farm Country Club, la propriété a brûlé dans les années 1990 et a été restaurée en hôtel, qui faisait à l'origine partie du groupe Four Pillars Hotels et, depuis 2016, du groupe De Vere Hotel.
Rock Farm, anciennement appelée Sandford Farm, a été achetée par un certain M. Benfield en 1897. Lui et son associé, M. Loxley, étaient propriétaires d'une entreprise de construction et ont exploité l'argile de Rock Farm pour approvisionner leurs chantiers en briques. Hormis le nom de la route, les derniers vestiges de Rock Farm sont la ferme d'origine, aujourd'hui appelée Manor House et à l'origine Sandford Farm, avec ses cottages liés qui s'étendent sur le côté gauche de Rock Farm Lane, une autre rangée de quatre à droite de Manor House et l'ancien pigeonnier de Keene Close qui a été restauré dans les années 1990 et se trouve devant l'une des maisons du récent développement de Rock Farm. La nouvelle maison de style grange à Rock Farm Lane se trouve sur le plan de l'ancienne grange originale que le promoteur du site a obtenu la permission de démolir. Lors de la préparation du sol pour les nouvelles maisons de Rock Farm, une grande quantité de pierres de construction a été mise au jour, dont certaines ont été taillées pour les fenêtres et autres éléments architecturaux. Ces pierres provenaient peut-être de la maison d'Elizabeth Isham, qui se trouvait, croit-on, près de là. Une partie de la pierre a été incorporée dans le bâtiment reconstruit à l'arrière du Manoir qui était l'extrémité sud de l'ancienne salle de traite. Des tessons de poterie romaine et des scories de cuisson ont également été trouvés à l'extrémité de ce qui est maintenant Keene close. (M. Gerald Keene a été le dernier agriculteur à exploiter la ferme à cet endroit).

## Industrie
À côté de l'écluse et en aval de celle-ci se trouve un ensemble de logements en bord de mer, Sandford Mill. Construit dans les années 1980, il occupe le site de l'ancien moulin qui a fermé la veille de Noël 1982. À l'origine, il s'agissait d'un moulin à maïs appartenant à l'abbaye d'Abingdon et mentionné en 1100 comme appartenant aux moines locaux pour la fabrication du pain, puis il est passé aux mains des Templiers au début du 14e siècle. Il a été transformé en usine de papier en 1826 afin de répondre à la demande croissante de l'université d'Oxford. Les cottages classés en amont de l'écluse (aujourd'hui River View), que l'on peut voir en face de l'ancien quai, ont également été construits en 1826. Occupés par des ouvriers du moulin, ils avaient à l'origine des toits plats en papier goudronné (une première en Grande-Bretagne). Le canal du moulin continue de couler sous la passerelle qui relie le pub King's Arms à l'écluse.
Au début du 20e siècle, le quai adjacent au King's Arms et situé en amont de celui-ci était très utilisé par la papeterie et par la briqueterie, qui s'est bien développée jusqu'en 1914, date à laquelle les moteurs ont été mis au service de la Première Guerre mondiale. En 1920, la cheminée de la briqueterie, haute de 126 pieds, a été démolie. Le terrain est maintenant un parc pour caravanes. Le nom est préservé dans Brick Kiln Lane (anciennement Crab ou Crab Gate Lane) qui sort du village vers l'est en direction de l'Oxford Science Park et du stade Kassam de l'Oxford United FC, achevé en 2001.

## Route Henley
La route qui traverse le centre du village (aujourd'hui la Henley Road, mais autrefois appelée Nuneham Road et London Road) traverse également le ruisseau Northfield. Un poste de péage connu sous le nom de Sandford Gate se trouvait ici jusqu'à ce qu'il soit démoli en 1920 et que la maison actuelle soit construite. L'une des premières stations-service, qui servait à William Morris (Lord Nuffield) lors de ses déplacements entre Oxford et Nuffield, se trouvait sur la Henley Road, en face du garage actuel. Le garage a servi d'atelier de réparation des ailes de Spitfire pendant la Seconde Guerre mondiale.

## La deuxième Boat Race en temps de guerre, 1943
En 1943, la deuxième Boat Race en temps de guerre entre les universités d'Oxford et de Cambridge a eu lieu sur la Tamise à Sandford. Comme la première, elle n'est pas officielle et aucun bleu n'est attribué. Cependant, l'enthousiasme du public est grand et les berges de la rivière sont bondées de spectateurs, qui ont tous dû rejoindre le parcours à vélo ou à pied. Les rapports des journaux contemporains estiment la foule entre sept et dix mille personnes. L'équipage de Cambridge, inhabituel pour l'époque, comprenait un Danois à la proue et un Turc au numéro quatre. L'équipage d'Oxford comprend quatre étudiants en médecine. La course se déroule entre les rives étroites d'un parcours en aval de 2,01 km, avec un départ à 400 m en aval de l'écluse de Sandford et une arrivée au Radley College Boathouse. Oxford a remporté le tirage au sort et a choisi la rive de l'Oxfordshire, tandis que Cambridge a ramé du côté du Berkshire. Oxford prend le départ à 40 coups contre 37 pour Cambridge, et prend presque immédiatement la tête, avec une longueur d'avance en une trentaine de secondes. Bien qu'ils aient été laissés au départ, Cambridge n'a pas abandonné et a bien réagi, le verdict du juge à l'arrivée étant une victoire d'Oxford par seulement deux tiers de longueur.

## Aménagements
Le village compte deux pubs : le King's Arms sur la rivière (converti au XIXe siècle de la malterie du moulin), et le Catherine Wheel sur Henley Road. Le Fox (construit en 1853 par la famille Morrell) est fermé depuis 2009. Le village dispose de plusieurs espaces publics ouverts, dont un grand terrain de loisirs clôturé près de l'église, qui contient des équipements de jeux pour enfants, une zone gazonnée au bord de la rivière près de l'écluse de Sandford, qui est le site de l'ancien quai, et des zones de loisirs près de Heyford Hill Lane qui contiennent également des équipements de jeux pour enfants. Tous sont entretenus par le conseil paroissial. L'Oxford Preservation Trust est propriétaire des terrains situés entre Broadhurst Gardens et la Tamise. Le magasin et le bureau de poste du village ont été fermés en 1987. La salle communale dispose d'une boutique et d'un café gérés par des bénévoles, appelés "Talking Shop", qui proposent des produits alimentaires locaux ainsi que des provisions générales[citation nécessaire]. La piste cyclable Sustrans est accessible depuis le village, de l'autre côté de la Tamise, et permet d'accéder facilement au centre-ville d'Oxford en longeant la rivière. Sandford est un arrêt régulier pour les services de bateau fluvial de Salters Steamers entre Oxford et Abingdon. Un service de bus local régulier entre Wallingford et le centre-ville d'Oxford dessert le village.

## Noms des rues
Malgré des recherches locales approfondies menées par le conseil paroissial et les résidents locaux, aucun nom de champ ancien approprié n'a pu être trouvé et adapté aux nouvelles routes créées à Heyford Hill Lane à la fin des années 1990. Par conséquent, des noms de famille d'anciens résidents locaux ont été proposés, et ils ont été acceptés par le conseil de district de South Oxfordshire. Les noms adoptés sont les suivants :
- Place Batten : Richard Batten a été le premier titulaire de l'hôpital Littlemore, qui a ouvert ses portes en 1846.
- Place Buckler : J.C. Buckler était l'un des premiers architectes de l'hôpital Littlemore[3].
- Janaway : lorsque la Sandford Link Road a été construite pour passer sous la route Henley à la jonction avec Heyford Hill Lane, une propriété appelée Dool House a dû être démolie. Cette grande maison, qui se trouvait au bout de Heyford Hill Lane, a été construite en 1810 par John Janaway, un charron. La maison a été achetée par l'hôpital Littlemore, qui venait d'ouvrir ses portes, en 1848, pour y loger l'aumônier de l'hôpital. Elle est ensuite devenue une maison pour les infirmières et une résidence pour les médecins.

## Habitants de Sandford-on-Thames
- William Stroudley, surintendant des locomotives de la Highland Railway puis de la London, Brighton and South Coast Railway, est né à Sandford-on-Thames le 6 mars 1833.
- Charlie Walters, footballeur, qui a joué pour le Tottenham Hotspur F.C. et a remporté une médaille de vainqueur lors de la finale de la FA Cup de 1921.